# Holka na roztrhání
Holka na roztrhání (v anglickém originále Sweet Home Alabama) je americký romantický komediální film z roku 2002. Režie se ujal Andy Tennant a scénáře C. Jay Cox. Hlavní role hrají Reese Witherspoonová, Josh Lucas, Patrick Dempsey a Candice Bergen. Film je měl premiéru ve Spojených státech dne 27. září 2002 a v České republice dne 9. leden 2003.

## Obsazení
| Reese Witherspoonová | Melanie Smooter-Carmichael |
| Dakota Fanningová    | malá Melanie               |
| Josh Lucas           | Jake Perry                 |
| Thomas Curtis        | malý Jake                  |
| Patrick Dempsey      | Andrew Hennings            |
| Ethan Embry          | Bobby Ray Bailey           |
| Mary Kay Place       | Pearl Smooter              |
| Fred Ward            | Earl Smooter               |
| Candice Bergen       | starostka Kate Hennings    |
| Jean Smart           | Stella Kay Perry           |
| Melanie Lynskey      | Lurlynn                    |
| Courtney Gains       | šerif Wade                 |
| Mary Lynn Rajskub    | Dorothea                   |
| Rhona Mitra          | Tabatha Wadmore-Smith      |
| Susannah Halling     | vedoucí asociace Redneck   |
| Nathan Lee Graham    | Frederick Montana          |
| Kevin Sussman        | Barry Lowenstein           |
| Sean Bridgers        | Eldon                      |

## Přijetí

### Tržby
Film vydělal 127,2 milionů dolarů v Severní Americe a 53,4 milionů dolarů v ostatních oblastech, celkově tak vydělal 180,6 milionů dolarů po celém světě. Rozpočet filmu činil 30 milionů dolarů. Za první víkend docílil nejvyšší návštěvnosti, kdy vydělal 35,6 milionů dolarů.

### Recenze
Na recenzní stránce Rotten Tomatoes získal z 157 započtených recenzí 38 procent. Na serveru Metacritic snímek získal z 35 recenzí 45 bodů ze sta. Na Česko-Slovenské filmové databázi si snímek k 11. srpnu drží 59 procent.

### Ocenění a nominace
Hudebník George Fenton byl za svůj podíl na filmu oceněn cenou BMI Film & TV Awards. Film získal nominaci na Mediální cenu GLAAD. Kadeřnice Anne Morgan získala nominaci na cenu Hollywood Makeup Artist and Hair Stylist Guild Award. Reese Witherspoonová získala nominaci na Filmovou cenu MTV v kategorii nejlepší herečka. Čtyři nominace získal film na cenu Teen Choice Awards, v kategoriích nejlepší filmová komedie, nejlepší polibek, nejlepší herečka, nejlepší zloduch (Bergen). Domů si odnesl ceny v kategorii nejlepší filmová komedie a nejlepší polibek (Witherspoon a Lucas).